# Charlie Epperson
Charles Orlan Epperson, detto Charlie (McLeansboro, 16 giugno 1919 – Palm Beach, 16 dicembre 1996), è stato un cestista statunitense, professionista nella NBL.

## Carriera
Giocò per due stagioni nella NBL, disputando complessivamente 10 partite con 4,9 punti di media.

## Palmarès
- Campione NCAA (1941)